# Mudelos
Mudelos (llamada oficialmente Santiago de Mudelos) es una parroquia y un lugar español del municipio de Carballino, en la provincia de Orense, Galicia.

## Organización territorial
La parroquia está formada por cinco entidades de población:
- Barreira (A Barreira)
- Bubela (A Bubela)
- Gesteira (A Xesteira)
- Mudelos
- Paciños

## Demografía

### Parroquia
| Gráfica de evolución demográfica de Mudelos (parroquia) entre 2000 y 2022 |
|                                                                           |
| Datos según el nomenclátor publicado por el INE.                          |

### Lugar
| Gráfica de evolución demográfica de Mudelos (lugar) entre 2000 y 2022 |
|                                                                       |
| Datos según el nomenclátor publicado por el INE.                      |